# Gustavo De Luca
Carlos Gustavo De Luca (Buenos Aires, 13 febbraio 1962) è un ex calciatore argentino, di ruolo attaccante.

## Palmarès

### Club

#### Competizioni internazionali
- Coppa Interamericana: 1

Colo-Colo: 1992
- Recopa Sudamericana: 1

Colo-Colo: 1992